# Nowosjolki (Kaliningrad, Bagrationowsk)
Nowosjolki (russisch Новосёлки, deutsch Klein Waldeck) ist ein Ort in der russischen Oblast Kaliningrad (Gebiet Königsberg (Preußen)) und gehört zur Gwardeiskoje selskoje posselenije (Landgemeinde Gwardeiskoje (Mühlhausen)) im Rajon Bagrationowsk (Kreis Preußisch Eylau).

## Geographische Lage
Nowosjolki liegt im äußersten Osten des Rajon Bagrationowsk unmittelbar an der Grenze zum Rajon Prawdinsk (Kreis Friedland (Ostpr.)). In den Ort führt eine Stichstraße von Ossokino (Groß Waldeck) an der Straße von Tischino (Abschwangen) nach Domnowo (Domnau). Bis 1945 war Neu Waldeck (russisch: Kaschtanowo) die nächste Bahnstation an der Bahnstrecke von Königsberg (heute russisch: Kaliningrad) nach Angerburg (heute polnisch: Węgorzewo), die nicht wieder in Betrieb genommen wurde.

## Geschichte
Das früher Klein Waldeck genannte Gutsdorf war zwischen 1874 und 1945 in den Amtsbezirk Abschwangen (russisch: Tischino) eingegliedert. Es gehörte zum Landkreis Preußisch Eylau im Regierungsbezirk Königsberg der preußischen Provinz Ostpreußen. Im Jahre 1910 zählte der Gutsbezirk Klein Waldeck 124 Einwohner.
Am 30. September 1928 verlor Klein Waldeck seine Eigenständigkeit und wurde mit dem Ortsteil Plenitten (russisch: Ostrowskoje) in die Landgemeinde Mostitten (russisch auch: Ostrowskoje) eingegliedert.
Infolge des Zweiten Weltkrieges kam Klein Waldeck mit dem nördlichen Ostpreußen zur Sowjetunion und erhielt 1946 den russischen Namen „Nowosjolki“. Bis zum Jahre 2009 war der Ort in den Tschechowski sowjet (Dorfsowjet Tschechowo (Uderwangen)) eingegliedert und ist seither – aufgrund einer Struktur- und Verwaltungsreform – eine als „Siedlung“ (russisch: possjolok) eingestufte Ortschaft innerhalb der Gwardeiskoje selskoje posselenije (Landgemeinde Gwardeiskoje (Mühlhausen)) im Rajon Bagrationowsk.

## Kirche
Mehrheitlich war die Bevölkerung Klein Waldecks vor 1945 evangelischer Konfession. Das Dorf war in das Kirchspiel Almenhausen / Abschwangen mit Pfarrsitz in Almenhausen (heute russisch: Kaschtanowo) eingepfarrt und gehörte somit zum Kirchenkreis Preußisch Eylau (Bagrationowsk) in der Kirchenprovinz Ostpreußen der Kirche der Altpreußischen Union.
Heute liegt Nowosjolki im Einzugsbereich der evangelisch-lutherischen Gemeinde in Domnowo (Domnau), die eine Filialgemeinde der Auferstehungskirche in Kaliningrad (Königsberg) in der Propstei Kaliningrad der Evangelisch-lutherischen Kirche Europäisches Russland (ELKER) ist.